# Tachina evocata
Tachina evocata là một loài ruồi trong họ Tachinidae.